# 인천남고등학교
인천남고등학교(仁川南高等學校)는 대한민국 인천광역시 남동구 간석동에 있는 공립 고등학교이다.

## 학교 연혁
- 1917년 4월 10일 : 인천공립 상업보습학교 설립 인가(율목동)
- 1946년 1월 25일 : 인천공립 상업보습학교 인수
- 1946년 9월 27일 : 인천 해성 초급중학교 인가 (6학년)
- 1947년 9월 1일 : 신흥동 교사로 이전
- 1949년 8월 30일 : 인천 해성 공립 중학교 본과 3년제, 전수과 1년제 인가
- 1955년 4월 27일 : 학칙 개정으로 인천해성공립고등학교 인가
- 1956년 6월 13일 : 숭의동 교사로 이전 (현재 인천남중학교)
- 1958년 7월 2일 : 학칙 개정으로 인천남중·고등학교로 교명 변경
- 1972년 1월 15일 : 고등학교 15회 졸업
- 1972년 2월 28일 : 인천남고등학교 폐교
- 1997년 11월 24일 : 인천남고등학교 인가
- 1998년 3월 1일 : 인천남고등학교 재개교
- 1998년 3월 4일 : 신입생 556명 입학(12학급)
- 2023년 12월 29일 : 제67회 203명 졸업 (통산 10,469명 졸업)
- 2024년 3월 4일 : 신입생 232명 입학
- 2024년 9월 1일 : 제22대 박형인 교장 취임

## 참고 자료
- 인천남고등학교 - 한국교육학술정보원 학교알리미